# Anne Kristine Axelsson
Anne Kristine Axelsson (født 2. januar 1969) er en dansk jurist, der er departementschef i Kirkeministeriet. I perioden marts 2011 – november 2014 var hun departementschef i Justitsministeriet, men blev i november 2014 flyttet til Kirkeministeriet som departementschef efter "en del negativ fokus" som følge af "en nødløgn" i forbindelse med den såkaldte Christiana-sag.
Axelsson blev uddannet cand.jur. fra Aarhus Universitet i 1994 og blev efter endt uddannelse fuldmægtig i Justitsministeriet. I 1998 blev hun dommerfuldmægtig ved Retten i Roskilde, men vendte i 2001 tilbage til Justitsministeriet som fuldmægtig. Hun avancerede til kontorchef i 2002, men fik i 2007 ansættelse som kommiteret i juridiske spørgsmål i Statsministeriet. I 2009 vendte hun tilbage til Justitsministeriet som afdelingschef.
Efter et møde med departementscheferne Anne Kristine Axelsson og Christian Kettel Thomsen 28. september 2011 meddelte Henrik Sass Larsen næste dag, at han ikke længere var ministerkandidat. De to departementschefer skulle efter offentlighedsloven have skrevet et notat, fordi de ved mødet pålagde Sass Larsen tavshedspligt i forhold til et PET-notat, han fik forevist. Dette gjorde de ikke.
Axelsson blev fritaget fra tjeneste i januar 2014 for sin rolle i Morten Bødskovs afgang som justitsminister.

## Privatliv, hverv og forfatterskab
Axelsson er medlem af bestyrelsen for Danmarks Nationalbank og er forfatter til flere juridiske bøger. 